# W70

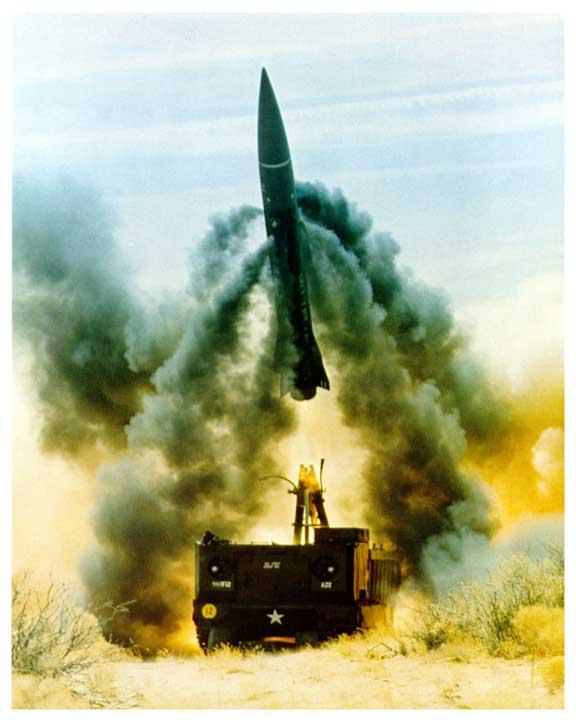
Start einer Lance-Boden-Boden-Kurzstreckenrakete, für die der W70-Nukleargefechtskopf entwickelt wurde

Der W70 war ein taktischer Nukleargefechtskopf aus US-amerikanischer Produktion. Er kam als Gefechtskopf der Boden-Boden-Kurzstreckenrakete MGM-52 Lance zum Einsatz.

## Entwicklung
Der W70 wurde ab dem Jahr 1969 vom Lawrence Livermore National Laboratory entwickelt. Zwischen 1970 und 1982 wurden rund 945 W70 produziert. Ab 1991 wurden die W70 zusammen mit allen anderen nuklearen Gefechtsfeldwaffen auf Anordnung von Präsident George H. W. Bush außer Dienst gestellt. Im Jahr 1996 wurden die letzten W70 Nukleargefechtsköpfe ausgesondert und demontiert.

## Technik
Bei dem W70-Nukleargefechtskopf handelt es sich um eine Wasserstoffbombe nach dem Teller-Ulam-Design. Dabei kommt im primären Kernspaltungssprengsatz (Fissionszünder) eine geboostete Spaltbombe mit 239Plutonium zum Einsatz. Der W70 wog zusammen mit der Raketenspitze 211 kg und hatte eine einstellbare Sprengkraft von 1, 10, 50, oder 100 kT. Der Nukleargefechtskopf konnte mit dem M1140-Zünder wahlweise in der Luft oder bei Bodenkontakt zur Detonation gebracht werden. Der Sprengkopf war mit einem Permissive Action Link Kategorie-D gesichert.

## Stationierung in Deutschland
Ab 1973 wurden in Deutschland insgesamt 10 Lance-Raketenbataillonen stationiert. Die W70-Sprengköpfe wurden u. a. von sechs US-Raketen-Bataillonen zusammen mit Lance-Raketen in Deutschland betrieben. Diese waren stationiert in Wiesbaden, Gießen und Hanau (V. US Corps), sowie in Aschaffenburg, Crailsheim und Herzogenaurach (VII. US Corps). Auch in der Bundeswehr gab es vier sogenannte Raketenartilleriebataillone, die mit Lance-Raketen und W70-Sprengköpfen im Rahmen der Nuklearen Teilhabe ausgerüstet waren: die Bataillone 150 (Wesel), 250 (Großengstingen), 350 (Montabaur) und 650 (Flensburg-Weiche). Im Jahr 1990 waren in Westeuropa 90 M752-Startrampen für die Lance Stationiert. Für diese standen 700 Lance-Raketen mit W70-Sprengköpfen sowie 300 Lance-Raketen mit konventionellen Sprengköpfen bereit.

## W70-3 (ER)
Der Nukleargefechtskopf W70-3 (ER = Enhanced Radiation) war eine weiterentwickelte Version der W70 und einer der ersten Sprengköpfe mit „erhöhter Strahlung“, die damals auch Neutronenbombe genannt wurde. Der W70-3 hatte eine einstellbare Sprengkraft von 0,1 oder 1 kT und wurde in den Jahren 1981 bis 1983 in einer Stückzahl von 380 produziert und gelagert. Ab dem Jahr 1993 wurde sie nach wenigen Jahren bereits wieder außer Dienst gestellt.
Der W70-3 für die Lance-Rakete war zusammen mit dem W79-Nukleargefechtskopf für die Haubitze M110 die erste nukleare Gefechtsfeldwaffe mit erhöhter Strahlung (ER). Er hatte einen deutlich höheren Anteil an Neutronenabstrahlung als eine normale Kernwaffe. Diese Technik war Anfang der 1960er Jahre in Livermore entwickelt worden und 1974 mit der W66 als Sprengkopf der ABM-Rakete Sprint erstmals in Serie gegangen.
ER-Waffen waren auch für die NATO-Streitkräfte entwickelt worden. Sie sollten wesentlich effektiver als die bisherigen nuklearen Gefechtsfeldwaffen sein und damit auch die Abschreckung erhöhen. Nun konnten mit einem kleineren Sprengkopf, der weniger großflächige Zerstörung anrichtete, durch die höhere Strahlung, die auch gepanzerte Fahrzeuge durchdrang, dem potenziellen Angreifer größere Verluste zugefügt werden, bei gleichzeitiger Schonung der umliegenden Städte und Dörfer, wie man annahm.
Als ab 1981 der W70-3 und der W79 in den NATO-Streitkräften eingeführt werden sollten, entbrannte darüber eine heftige internationale Kontroverse. Man argumentierte, dass eine geringere Sprengkraft und vielfältigere Einsatzmöglichkeiten die Schwelle für einen Atomkrieg deutlich herabsetzen würden. Man geht inzwischen davon aus, dass W70-3 Sprengköpfe zwar nicht offiziell im Rahmen der Nuklearen Teilhabe in Deutschland stationiert waren, aber wahrscheinlich in den sechs Sondermunitionslagern mit angrenzenden Lance-Raketenstellungen, die allein unter US-Aufsicht standen, eingelagert wurden, wie z. B. im Sondermunitionslager Gießen.